# Måvens og Peder
Måvens og Peder er hovedpersonerne i den danske dramatiker Line Knutzons seks radiohørespil Måvens og Peder på kanotur (1998), Måvens og Peder i mediernes søgelys (1998), Måvens og Peder møder Måvens og Peder (2004), Måvens og Peder mister mælet (2004), Måvens og Peder får samtalekøkken (2006) og Måvens og Peder på Herrens mark (2007). Desuden figurerer de som bipersoner i Knutzons drama Harriets himmelfærd (1995).
I radiospillene, der blev sendt på Danmarks Radio, spilles Måvens af Mikael Birkkjær og Peder af Søren Sætter-Lassen.
Radiospillene danner ikke en sammenhængende historie, og handlingen i hvert enkelt er uafhængig af begivenhederne i de foregående. Radiospillene er præget af absurd humor og ironi; der ironiseres især over brugen af modeord (f.eks. "samtalekøkken", "kompetencedeling" mv.) og samfundet som helhed. Venskabet spiller en central rolle og udgør et fast bolværk mod udfordringerne i en uforudsigelig og tiltagende overfladisk verden.
Ud over radiospillene figurerer Måvens og Peder i de to korte dramaer Måvens og Peder på langrend eller Måvens og Peder og pølsemandens fingre og Måvens og Peder på rytmekons eller Måvens og Peder og mellemmandsmanden, der blev udgivet i tidsskriftet Hvedekorn i 2011.

## Synopsis

### Måvens
Måvens er indehaver af en slikbutik, hvor der aldrig har været en kunde. Han sover i en alkove i baglokalet. Måvens er let at hidse op og har svært ved at forstå metaforer (til stor frustration for hans bedste ven Peder) og lære nye navne. I Måvens og Peder på kanotur afsløres det, at Måvens’ efternavn er Pedersen; han kaldes dog næsten udelukkende Måvens. I samme radiospil fortæller Måvens, at han har været forlovet. Forholdet omtales dog ikke i nogen af de andre hørespil. Både i Harriets himmelfærd og Måvens og Peder på kanotur erklærer Måvens, at han er kommunist.
Måvens beskrives i de fleste af hørespillene som svært overvægtig (i Måvens og Peder møder Måvens og Peder vejer han næsten 200 kg). I Måvens og Peder får samtalekøkken tager han på trods af en streng slankekur 60 kg på; senere i historien taber han dog 157 kg på grund af sorg over at se sit hyggelige hjem blive forvandlet til et stilrent samtalekøkken.

### Peder
Peder er på mange måder Måvens' modsætning: Hvor Måvens beskrives som svært overvægtig, beskrives Peder ofte som meget lille, til tider endda absurd lille (i Måvens og Peder møder Måvens og Peder kan han ligge under en avis), og hvor Måvens er let at hidse op, besidder Peder et mildere gemyt og forsøger ofte at glatte ud, når Måvens skælder andre ud.
I de fleste af hørespillene bor Peder i et pæretræ. I Harriets himmelfærd og Måvens og Peder i mediernes søgelys bor han dog i andelslejlighed. I ingen af hørespillene har han et fast arbejde; i Måvens og Peder på kanotur fortæller han dog, at han kortvarigt har arbejdet som postbud og medhjælper i en kostald, i Måvens og Peder i mediernes søgelys har han et midlertidigt "kuffertjob", og i Måvens og Peder får samtalekøkken er han vendt hjem fra Cuba efter et mislykket forsøg på at drive en bifarm.

### Fælles baggrund
I folkeskolen var Måvens og Peder klassekammerater og bedste venner. I hvert hørespil er det som om, de ikke har set hinanden siden folkeskolen (hvilket viser, at hørespillene ikke udgør en sammenhængende historie, men en serie uafhængige historier, hvor kronologien hver gang er nulstillet).
I hørespillene nævnes enkelte andre personer fra folkeskolen:
- "Oste"-Finn (nævnt i Harriets himmelfærd, Måvens og Peder i mediernes søgelys, Måvens og Peder møder Måvens og Peder og Måvens og Peder på rytmekons): Havde i folkeskolen en forkærlighed for ost. Kan angiveligt spore sin slægt tilbage til tiden før Kristi fødsel. Er efter folkeskolen blevet ostehandler.[10]
- "Negle"-Lis (nævnt i Harriets himmelfærd): Er efter folkeskolen blevet gift med "Oste"-Finn og har fået børn med ham.
- "Røde" (biperson i Måvens og Peder i mediernes søgelys). Gik i parallelklassen. Er efter folkeskolen blevet journalist.
- Ingrid (biperson i Måvens og Peder møder Måvens og Peder): Gik i parallelklassen. Var Peders store kærlighed i folkeskolen.[11] Er efter folkeskolen blevet gift med Måvens' dobbeltgænger Måvens.
- Jørgen (nævnt i Måvens og Peder på kanotur): Fik engang buksevand af Måvens og Peder.

## I radiospillene
Med undtagelse af Harriets himmelfærd er radiospillene om Måvens og Peder bygget op efter et fast mønster. I begyndelsen af hvert radiospil skriver Måvens i sin dagbog, at han er til sinds at begå selvmord (en enkelt undtagelse er Måvens og Peder på Herrens mark, hvori Måvens tilsyneladende allerede er død, da han skriver i sin dagbog). Han når akkurat at skrive færdig, før telefonen ringer. Hver gang er det Peder, men de genkender ikke hinanden med det samme, hvilket fører til skøre forviklinger. De beslutter at mødes i Måvens’ slikbutik. Herefter følger en dramatisk gensynsscene akkompagneret af hornfanfarer. Efter scenen går de altid ned til den lokale beverding (beværtning) for at spise koteletter og drikke en kæmpemæssig cola. På beverdingen tager historien en sælsom drejning, og et point of no return indtræffer.
De fleste af hørespillene slutter i Måvens' slikbutik. De to undtagelser er Harriets himmelfærd og Måvens og Peder på kanotur.

### Harriets himmelfærd(1995)[12]
I Harriets himmelfærd indgår Måvens og Peder som bipersoner. Dramaet begynder med, at en kvinde banker på Himmerigets port. Hun præsenterer sig som Harriet og forklarer, at hun efter at have været til et selskab så alle sine ting svæve rundt oppe på himlen, hvorefter hun ved et uheld fløj til himmels. Da hun ikke er død, nægtes hun adgang til Himmeriget og kastes ud. Hun lander i Måvens' slikbutik, netop som han har skrevet i sin dagbog, at han vil begå selvmord. Efter 441 dage uden en kunde i butikken er han overbevist om, at verden finder ham frastødende. Måvens bliver først begejstret, da han tror, Harriet er en kunde, men senere skeptisk, da hun ikke kan fremvise et indkøbsnet. Harriet forklarer, at alle hendes ting befinder sig oppe i himlen og viser, at hun kan flyve. Måvens bliver forskrækket og tror, hun er et genfærd, men det benægter hun. Hun fortæller, at hun til et selskab råbte ud i natten, at hun ikke havde mere at sige, og at hendes udbrud gjorde en mand så forskrækket, at han tabte alle sine tårer. Hun viser Måvens en perlekæde dannet af alle mandens tårer, og Måvens synes, der er noget bekendt ved den.
Måvens foreslår, at Harriet bliver fast kunde i hans slikbutik, men hun fortæller, at hun allerede har et arbejde som udstillingsmodel i et glasskab på en togstation. Derefter flyver hun sin vej.
Måvens ringer til Peder, og de mødes i Peders lejlighed. Måvens fortæller om Harriet og overtaler ham til at hjælpe med at finde hende. Det bliver begyndelsen på en mærkelig og begivenhedsrig eftersøgning. Hørespillet ender med, at de to venner finder Harriet på en togstation, hvor hun sidder udstillet i et glasskab. Det viser sig, at Peder allerede kender hende, og at det er hans tårer, hun bærer i sin perlekæde.

### Måvens og Peder på kanotur(1998)[13]
Måvens er frustreret over mærkelige telefonopkald og mennesker, der kun kommer for at spejle sig i hans butiksruder, så deres spejlbilleder bogstaveligt talt bliver siddende. Peder er blevet overfaldet af fem mænd, da han prøvede at redde en mor og hendes to børn fra et søuhyre. Sammen tager de to venner på kanotur for at få deres umiddelbare problemer lidt på afstand. Under overfladen lurer dog hele tiden modsætningen mellem deres syn på verden: For Måvens er verden befolket af narcissistiske og ligeglade mennesker, der ikke længere forstår hinanden, hvorimod Peder stædigt forsøger at se positivt på alting.
Helt galt går det, da Måvens og Peder opdager, at selvspejlerne fra Måvens' butik er kommet ud i naturen for at spejle sig i åen, de sejler på. Måvens mister lysten til at fortsætte kanoturen, så Peder saver kanoen over og fortsætter alene. Han og Måvens genforenes dog senere, da de sammen redder en person fra at drukne i åen. Efterfølgende fjerner Peder selvspejlernes spejlbilleder ved at "svømme" dem væk.

### Måvens og Peder i mediernes søgelys(1998)[14]
Måvens bliver ufrivilligt genstand for en fankult, da hans parallelklassekammerat "Røde" fra folkeskolen skriver en overdrevent positiv artikel om ham i et blad. Han opsøges af Peder, der siden folkeskolen har haft store personlige problemer. Under et besøg på den lokale beverding beskylder han Måvens for at have forårsaget dem, fordi Måvens i folkeskolen angiveligt gjorde ham til noget, han slet ikke var, bl.a. ved at få ham valgt til formand for elevrådet, redaktør af skolebladet mv. Måvens kan ikke genkende noget af dette og svarer, at det var Peders egen fortjeneste, at han havde så mange topposter i folkeskolen. Peder finder det uretfærdigt, at det tilsyneladende er gået Måvens så godt, mens han selv har haft det svært. Konfrontationen ender med, at Peder går sin vej. Måvens er sønderknust og bryder grædende sammen. En kvindelig psykolog ved navn Anita hører det og prøver at muntre ham op, men Måvens ænser hende knap nok. Han skynder sig efter Peder, men uden for beverdingen bliver han standset af en kvinde ved navn Vivian. Hun er redaktør på et nyt talkshow-program, som hun tilbyder ham at være med i. Da Måvens finder ud af, at Peder er en af aftenens gæster, indvilliger han.
Under forberedelserne til talkshowet går det op for Måvens, at det er psykologen Anita, der tilmed er vært på talkshowet, som har spillet Peder ud imod ham. Under talkshowet lykkes det Måvens at afsløre hende som en kynisk og manipulerende person og samtidig overbevise Peder og seerne om, at han ikke selv har ønsket at blive berømt. Det udvikler sig til et større verbalt slagsmål, hvorunder Peder afslører, at han har været forelsket i Anita. Efter talkshowet skynder Måvens og Peder sig væk, og Anita bliver fyret.

### Måvens og Peder møder Måvens og Peder(2004)[15]
Måvens ringes op af en mand, der kalder sig Måvens, og som viser sig at være Måvens' dobbeltgænger (i manuskriptet nævnt som "Walter"). Dobbeltgængeren vil have Måvens til at begå selvmord, fordi han "spærrer" for den rigtige og succesfulde Måvens, dvs. dobbeltgængeren.
Netop som Måvens har skrevet i sin dagbog, at han vil begå selvmord, ringer Peder. De mødes i Måvens' slikbutik, og Måvens fortæller om det mærkelige opkald fra sin dobbeltgænger. Han er stadig til sinds at begå selvmord, når der alligevel eksisterer en bedre udgave af ham, men Peder taler ham fra det. Derefter går turen til den lokale beverding.
På beverdingen opdager de, at Måvens' dobbeltgænger sidder ved et af de andre borde. Måvens føler pludselig skyld over, at han endnu ikke har begået selvmord, men Peder siger, at den anden udgave ikke nødvendigvis er en bedre Måvens. Han er dog selv blevet meget nysgerrig, så da dobbeltgængeren forlader beverdingen og kører hjemad, optager han og Måvens forfølgelse i en taxa.
De opdager, at dobbeltgængeren tilsyneladende lever et succesfuldt liv, men at han behandler sin kone som en sexslave og vil sende sin lille søn Tue på kostskole. Desuden opdager de, at Peder også har en dobbeltgænger (i manuskriptet nævnt som "Tom"). Peders dobbeltgænger er underviser på et mandekursus, som Måvens' dobbeltgænger har tilmeldt sig. De to dobbeltgængere tager ud i skoven for at påbegynde kurset, og Måvens og Peder følger efter for at give dem en lærestreg. De finder ud af, at en del af kurset går ud på at finde en indianer og løse en gåde, hvilket vil udløse en præmiesum, der skal bruges på bordelbesøg. Dobbeltgænger-Måvens finder indianeren, men kan ikke løse gåden ("hvad er det, der er hvidt, når man kaster det op, og gult, når det lander?") Pludselig træder den rigtige Måvens, der har gemt sig i nærheden sammen med den rigtige Peder, frem og siger svaret (et æg), hvorpå han tager pengene og erklærer, at han er den eneste rigtige Måvens. Umiddelbart efter dukker Dobbeltgænger-Peder op, og et øjeblik hersker der fuldkommen forvirring. Dobbeltgænger-Måvens opdager, at indianeren i virkeligheden er en mand ved navn Lars, der blot har spillet skuespil, og indleder et slagsmål med ham. Imens skynder Måvens og Peder sig væk med pengene, som de har aftalt at sætte ind på en børneopsparing til Tue.

### Måvens og Peder mister mælet(2004)[17]
Efter at have ligget og sovet i sin slikbutik i ni år bliver Måvens ringet op af forkvinden for en andelsforening ved navn "Nakkestøtten", Tove Salling. Hun fortæller Måvens, at han er blevet ekskluderet, og giver ham besked på at flytte. Da Måvens efterfølgende sidder og skriver i sin dagbog, at han vil begå selvmord, ringer Peder. De mødes i slikbutikken og diskuterer Tove Sallings opkald. Peder mener ikke at kunne huske, at Måvens bor i en andelsforening ved navn Nakkestøtten. Dernæst fortæller han, at nogen har fældet hans pæretræ og lavet det til brænde, således at han også er hjemløs.
De to venner begiver sig ud på landevejene for at påbegynde en tilværelse som vagabonder. De går først hen på den lokale beverding. Her kommer det dog til et større skænderi mellem Måvens og direktøren, da Måvens ikke kan få salt til sin kotelet. Direktøren siger nedladende, at salt er for humanister og medlemmer af "Elite-Danmark". Det ender med, at direktøren trækker en pistol og beordrer alle ned på gulvet. Umiddelbart efter ankommer politiet, men Måvens og Peder når at flygte og skjule sig i et buskads.
Måvens er opsat på at lave revolution, men Peder kan ikke overskue at være med. Han fortæller Måvens, at han er blevet tilbudt et kursusforløb, hvortil Måvens svarer, at han er ligesom alle andre i samfundet. Det ender med en afskedsscene.
På kurset lærer Peder en masse modeord af talepædagogen Henning. Efter endt kursus tager de hen på beverdingen, hvor Henning tilbyder Peder en stilling som leder af et offentligt toilet i nærheden af en ringvej. Imens er det lykkedes Måvens at få opbakning til sin revolution af anarkisten Finn med dæknavnet Gordon og hunden Stalin. Bevæbnet med en bombe tager de hen for at sprænge beverdingen i luften. Da Måvens finder ud af, at Peder sidder derinde, når han dog at fjerne bomben, men kommer i stedet til at sprænge Gordon i luften. Hunden Stalin overlever og afslører, at den kan tale. Den fortæller den samvittighedstyngede Måvens, at den slet ikke brød sig om Gordon.
Peder har modstræbende accepteret stillingen som leder af det offentlige toilet og er taget ud til ringvejen for at lede efter det, men forgæves. Han møder Måvens og Stalin, og Måvens fortæller, at han har opgivet revolutionen. Da Peder fortæller om udbyttet af sit kursus, går det op for ham, at han er blevet snydt. De to venner bliver forsonet, og Stalin, hvis rigtige navn er Plet, opfordrer dem til at tage tilbage til Måvens' slikbutik og kræve den tilbage af Tove Salling.
De vender tilbage til slikbutikken og konfronterer Tove Salling. Hun pudser sin hund Janni på dem, men Plet går til modangreb og æder Janni. Måvens ser derefter på Tove og siger, at det er som om, hun ikke findes i virkeligheden. Hun indrømmer, at hun kun er en inkarnation af 2000 års dårlige vaner og "fnidder", hvorpå hun overlader slikbutikken til Måvens og Peder og forsvinder.

### Måvens og Peder får samtalekøkken(2006)[18]
Måvens er gået fallit og har trods slankekur og træning taget 60 kg på. Peder har fremlejet sit pæretræ de næste fem år og mangler et sted at bo. Måvens går modstræbende med til at have ham boende, selv om Peder bemærker, at hans hjem virker rodet.
De går ned på den lokale beverding for at lægge en plan for fremtiden. På beverdingen møder de kvinden Ingelise Hamdrup, der er indehaver af et indretningsfirma. Hun tilbyder at tage med hjem til Måvens og komme med forslag til, hvad der kan ændres i hans hjem, så han og Peder kan få et bedre udgangspunkt for deres liv. I slikbutikken ser hun straks en mulighed for et samtalekøkken. Umiddelbart efter ankommer arkitekten Ralf. Han ser desuden en mulighed for et badeværelse og to soveværelser. Ingelise og Peder kører ud for at ordne de dekorative indkøb, og imens prøver Ralf at få Måvens til at smide sine gamle ting ud. Meget mod sin vilje må Måvens smide alle sine ting ud på nær tre gennemsigtige plastikcharteks.
På 16. byggedag overhører Måvens en samtale mellem Ingelise og Ralf om, at han og Peder skal slås ihjel, så Måvens' hjem kan blive solgt til et velhavende ægtepar: Peder skal køres ud over en stejl skrænt, og Måvens skal kvæles med de bare næver. Måvens indvier Peder i, hvad han har hørt, men Peder tror ham ikke.
På sidste byggedag tager Ingelise og Peder op på et nærliggende bjerg for at plukke en buket alpevioler. Ralf beder Måvens blive i slikbutikken og sige farvel til værktøjet, hvorpå han kører sin vej. Måvens følger efter og når op på bjerget i sidste øjeblik. Ingelise har overtalt Peder til at gå helt hen til kanten af skrænten, så han kan overvinde sin frygt, men Måvens får ham til at hoppe til side. I samme øjeblik kommer Ralf kørende, og da den eneste person han kan se er Ingelise, kører han ved et uheld ind i hende i stedet og mister herredømmet over bilen, så de begge styrter i afgrunden og omkommer. Peder er sønderknust, men Måvens muntrer ham op og får ham til at komme med tilbage.
Da det går op for Peder, at Ingelise og Ralf var ude på at slå ham og Måvens ihjel, går han egenhændigt i gang med at forvandle Måvens' slikbutik tilbage til dens oprindelige udseende. Radiospillet ender med, at de to venner sidder i de vante omgivelser og drikker kaffe og spiser småkager i godt humør.

### Måvens og Peder på Herrens mark(2007)[19]
Et mærkeligt telefonopkald fra en bedemand ved navn Oluf Stemmemand overbeviser Måvens om, at han er afgået ved døden, selv om han ikke erindrer noget egentligt dødsfald. Kort tid efter ringes han op af Peder, der står i en telefonboks på den anden side af vejen. Snart efter mødes de to venner i Måvens' slikbutik. Måvens er overbevist om, at Peder også er død, men det benægter Peder. Peder fortæller, at de i de sidste 20 år har haft præcis den samme samtale hver den 7. januar, og han undrer sig over, at Måvens ikke kan huske det. Han går videre til at påstå, og at det hver gang er ham, der styrer samtalen, og at han tilmed har indflydelse på stort set alle andre begivenheder rundt om i verden. Måvens prøver at modbevise Peders påstand ved at sige, der er sket en ændring, og at de begge to er døde. Han fortæller om bedemandens opkald, og Peder opdager til sin skræk, at han ikke længere er herre over samtalen.
De går hen på den lokale beverding for at begynde deres nye tilværelse som døde. Her erkender Peder, at han helt har mistet kontrollen over samtalen og begivenhederne. Da de har spist, går de tilbage mod Måvens' slikbutik, men farer vild. De kommer til et hus, hvor der bor en mand ved navn Træsko-Klaus. Han viser dem et landkort, der ikke er andet end et blankt stykke papir, og fortæller, at folk på egnen, han selv inklusive, næsten ikke eksisterer. Peder bliver utryg og vil gerne hjem, så Træsko-Klaus giver ham en rejsebrochure. Peder opdager, at det i virkeligheden er en brochure med tilbud på forskellige livsforløb. Han spørger, om der er en anden måde at komme hjem på, og Træsko-Klaus svarer, at der er en flyvemaskine.
Da Måvens ikke vil give Peder sin lykkemønt til flybilletten, kommer det til et brud mellem de to, og Peder går sin vej. Træsko-Klaus fortæller Måvens, at der hver dag er nogle aggressive bondemænd, der kommer kørende i mejetærskere og tager alt med sig i graven. Måvens skynder sig ud for at redde Peder, og senere flyver de sammen tilbage til Måvens' slikbutik. Mens de sidder i flyvemaskinen, får de den tanke, at de måske ikke er døde alligevel.
Atter i Måvens' slikbutik aftaler de, at Peder hver mandag, tirsdag og onsdag styrer samtalerne, Måvens hver torsdag, fredag og lørdag, og at de hver søndag er fælles om det. Herefter drikker de kaffe og spiser småkager.

## I anden fiktion
Ud over radiospillene figurerer Måvens og Peder i de to sammenhængende korte dramaer Måvens og Peder på langrend eller Måvens og Peder og pølsemandens fingre og Måvens og Peder på rytmekons eller Måvens og Peder og mellemmandsmanden, der blev udgivet i tidsskriftet Hvedekorn i 2011 (nr. 1 og 2).

### Måvens og Peder på langrendellerMåvens og Peder og pølsemandens fingre(2011)
Måvens sidder og sover i sin stol, da han bliver ringet op af en revisor ved navn Jørgen, der fortæller, at Måvens skylder så mange penge, at han ikke vil kunne betale dem tilbage, om han så levede 50 liv på Jorden.
Efter telefonsamtalen skriver Måvens i sin dagbog, at han vil lægge sig til at dø i sin alkove. Han mindes Peder, som ifølge rygter er rejst til Lapland for at leve blandt rensdyr eller er blevet tandlæge i Norge. Han når akkurat at skrive færdig, da telefonen ringer igen. Denne gang er det Peder. Det viser sig, at han står lige uden for døren til slikbutikken. Snart efter genforenes de to venner, og efter en kort glædesdans sætter de sig og drikker kaffe. Måvens spørger til rygterne om, at Peder har været i Lapland og Norge, men Peder svarer, at han bare har siddet hjemme i sit pæretræ uden at lave noget. Svaret glæder Måvens, der udbryder, at han heller ikke har lavet noget, og at de dermed er ens. Han forklarer, at ingen gider købe pelse mere, og at han derfor ikke har haft noget at tage sig til. Peder må derefter anstrenge sig for at minde Måvens om, at det er en slikbutik, han har. (Historien fortsættes).

### Måvens og Peder på rytmekonsellerMåvens og Peder og mellemmandsmanden(2011)
Peder fortæller, at han har turneret rundt som skuespiller og spillet den samme rolle om og om igen i halvandet år. Som følge heraf har han mistet evnen til at skelne mellem skuespil og virkelighed. Måvens prøver at hjælpe ham ud af hans psykose, men forgæves.
De går hen på den lokale beverding, hvor Måvens spørger Peder, hvilke folk han omgås. Peder svarer, at han ikke længere omgås nogen.
I nummeret af Hvedekorn, som dramaet blev udgivet i, afsluttedes dramaet med et "FORTSÆTTES I NÆSTE HUMMER" [sic]. Det følgende nummer, nr. 3 årgang 2011, indeholdt dog ingen fortsættelse, og historien om Måvens og Peder slutter således åbent.

## Modtagelse
Radiospillene om Måvens og Peder er generelt blevet positivt modtaget. I et essay i Filmmagasinet Ekko skrev journalist Jørn Schmidt: "Line Knutzon har med sine [...] prisvindende sitcoms om Måvens og Peder fornyet komedien i radioen, så den kan spænde over det absurde drama, moraliserende samtidsskildringer og noget, der minder om ungdomsredaktionen."
Radiospillet Måvens og Peder i mediernes søgelys indbragte Knutzon specialprisen ved Prix Europa i 1999, mens hun for radiospillet Måvens og Peder mister mælet modtog Dansk Blindesamfunds Radiospilspris i 2002.
Radiospillet Måvens og Peder møder Måvens og Peder fik derimod blandede anmeldelser: Berlingske Tidendes anmelder Me Lund skrev en positiv anmeldelse, hvorimod Kristeligt Dagblads anmelder Elin Rask skrev en stærkt negativ anmeldelse.